# Haltere la Jocurile Olimpice de vară din 2020 - feminin 49 kg
Proba de haltere categoria 49 de kg feminin de la Jocurile Olimpice de vară din 2020 de la Tokyo a avut loc la data de 24 iulie 2021, la Tokyo International Forum.

## Program
Orele sunt ora Japoniei (UTC+9) 
| Data                   | Ora   | Etapă   |
| ---------------------- | ----- | ------- |
| Sâmbătă, 24 iulie 2021 | 9:50  | Grupa B |
| Sâmbătă, 24 iulie 2021 | 13:50 | Grupa A |

## Rezultate
| Loc | Sportivă                | Țară                       | Grupa | Greutate | Smuls (kg) | Smuls (kg) | Smuls (kg) | Smuls (kg)        | Aruncat (kg) | Aruncat (kg) | Aruncat (kg) | Aruncat (kg)       | Total              |
| Loc | Sportivă                | Țară                       | Grupa | Greutate | 1          | 2          | 3          | Rezultat          | 1            | 2            | 3            | Rezultat           | Total              |
| --- | ----------------------- | -------------------------- | ----- | -------- | ---------- | ---------- | ---------- | ----------------- | ------------ | ------------ | ------------ | ------------------ | ------------------ |
| 1   | Hou Zhihui              | China                      | A     | 49.00    | 88         | 92         | 94         | 94 Record olimpic | 109          | 114          | 116          | 116 Record olimpic | 210 Record olimpic |
| 2   | Saikhom Mirabai Chanu   | India                      | A     | 48.85    | 84         | 87         | 89         | 87                | 110          | 115          | 117          | 115                | 202                |
| 3   | Windy Cantika Aisah     | Indonezia                  | A     | 48.80    | 84         | 84         | 87         | 84                | 103          | 108          | 110          | 110                | 194                |
| 4   | Fang Wan-ling           | Taipeiul Chinez            | A     | 48.65    | 75         | 78         | 80         | 80                | 98           | 101          | 103          | 101                | 181                |
| 5   | Nina Sterckx            | Belgia                     | A     | 48.75    | 81         | 81         | 84         | 81                | 99           | 101          | 101          | 99                 | 180                |
| 6   | Ludia Montero           | Cuba                       | B     | 49.00    | 79         | 82         | 84         | 82                | 93           | 96           | 100          | 96                 | 178                |
| 7   | Anaïs Michel            | Franța                     | A     | 48.90    | 76         | 78         | 80         | 78                | 96           | 99           | 101          | 99                 | 177                |
| 8   | Beatriz Pirón           | Republica Dominicană       | B     | 49.00    | 78         | 81         | 83         | 81                | 90           | 93           | 95           | 95                 | 176                |
| 9   | Natasha Rosa Figueiredo | Brazilia                   | B     | 48.95    | 75         | 78         | 80         | 78                | 90           | 95           | 100          | 95                 | 173                |
| 10  | Dika Toua               | Papua Noua Guinee          | B     | 48.95    | 69         | 72         | 76         | 72                | 95           | 95           | 100          | 95                 | 167                |
| 11  | Roilya Ranaivosoa       | Mauritius                  | B     | 48.95    | 73         | 76         | 76         | 73                | 91           | 96           | 96           | 91                 | 164                |
| —   | Jourdan Delacruz        | Statele Unite ale Americii | A     | 48.90    | 83         | 86         | 89         | 86                | 108          | 108          | 108          | —                  | —                  |
| —   | Hiromi Miyake           | Japonia                    | A     | 48.90    | 74         | 76         | 76         | 74                | 99           | 99           | 99           | —                  | —                  |
| —   | Kristina Sobol          | (COR)                      | B     | 49.00    | 80         | 80         | 81         | —                 | —            | —            | —            | —                  | —                  |